# 玄廣惠探
玄廣惠探（1517年—1536年6月28日），日本戰國時代武將。今川氏親之子。母親是今川氏有力家臣福島正成（一説是上總介）之女。一說指正名是今川良真，今川義元的異母兄。

## 生平
與異母兄弟梅岳承芳（後來的義元）和象耳泉奘一樣，早年就出家成為了花倉遍照光寺（静岡縣藤枝市）的主持。
天文5年（1536年），今川家當主氏輝和弟弟彦五郎相繼死去，氏親正室壽桂尼之子梅岳承芳還俗，並改名為今川義元繼任家督。對此反對的惠探在福島氏的擁立下舉兵並佔據花倉城，但是被承芳派攻擊而自殺（花倉之亂）。